# TV Anime Fairy Tail: Gekitô! Madôshi Kessen
TV Anime Fairy Tail: Gekitô! Madôshi Kessen (ＴＶアニメ フェアリーテイル 激闘！魔導士決戦, TV Anime Fairy Tail: Gekitō! Madōshi Kessen) est un jeu vidéo de combat édité par Hudson Soft et adapté du manga Fairy Tail, sorti le 22 juillet 2010 au Japon sur Nintendo DS.

## Personnages
- Natsu Dragnir
- Lucy Heartfilia
- Roméo Combolto
- Makao Combolto
- Wakaba
- Arzak Conell
- Bisca Conell
- Max
- Lucky
- Riders
- Reby McGarden
- Jett
- Droy
- Warren
- Happy
- Grey Fullbuster
- Erza Scarlett
- Makarof Draer
- Mirajane Strauss
- Elfman Strauss
- Comte Ebar
- Virgo
- Cancer
- Taurus
- Aquarius
- Léo (Loki)
- Eligoal/Grimriper
- Leon Bastia
- Cherry Brendy
- Gajil Redfox
- Jubia Lockser
- Totomaru
- José Pora
- Wolly Bucchanan
- Milliana
- Shaw
- Owl
- Ikaruga
- Jellal Fernandez
- Evergreen
- Fried Justin
- Bixrow
- Luxus Draer
- Mistgan
- Polyussica
- Maître Bob
- Ichiya Vandalei Kotobuki
- Hibiki Leithis
- Ren Akatsuki
- Eve Tilm